# Paper Planes (bài hát của M.I.A.)
"Paper Planes" là một bài hát của nghệ sĩ thu âm người Anh quốc M.I.A. nằm trong album phòng thu thứ hai của cô, Kala (2007). Nó được phát hành như là đĩa đơn thứ tư trích từ album vào ngày 11 tháng 2 năm 2008 bởi XL Recordings và Interscope Records. Bài hát được đồng viết lời bởi M.I.A. với nhà sản xuất nó Diplo, trong đó sử dụng đoạn nhạc mẫu từ bài hát năm 1982 của The Clash "Straight to Hell", được đồng viết lời bởi Topper Headon, Mick Jones, Paul Simonon và Joe Strummer. Được đánh giá là một điểm nhấn khác biệt so với những bản nhạc còn lại chủ yếu mang hơi hướng dance của Kala, "Paper Planes" là một bản hip hop kết hợp những yếu tố từ âm nhạc dân gian châu Phi với nội dung được lấy cảm hứng từ những vấn đề riêng trong đời sống của M.I.A. lúc bấy giờ nhằm đấu tranh giành được quyền thị thực để làm việc ở Mỹ, châm biếm nhận thức của người Mỹ đối với những người nhập cư từ các quốc gia thuộc Thế giới thứ ba.
Sau khi phát hành, "Paper Planes" nhận được những phản ứng tích cực từ các nhà phê bình âm nhạc, trong đó họ đánh giá cao khuynh hướng âm nhạc và việc khai thác chủ đề độc đáo của nó. Ngoài ra, bài hát còn gặt hái nhiều giải thưởng và đề cử tại những lễ trao giải lớn, bao gồm một đề cử giải Grammy cho Thu âm của năm tại lễ trao giải thường niên lần thứ 51. "Paper Planes" cũng tiếp nhận những thành công lớn về mặt thương mại và là tác phẩm thành công nhất của M.I.A. trên các bảng xếp hạng, với việc lọt vào top 20 ở nhiều thị trường lớn như Bỉ, Canada, Đan Mạch và Vương quốc Anh. Tại Hoa Kỳ, nó đạt vị trí thứ tư trên bảng xếp hạng Billboard Hot 100, trở thành đĩa đơn đầu tiên vươn đến top 10 và đạt thứ hạng cao nhất trong sự nghiệp của nữ rapper, cũng như đã tiêu thụ được hơn 4 triệu bản tại đây. Tính đến nay, nó đã bán được hơn 6 triệu bản trên toàn cầu, trở thành một trong những đĩa đơn bán chạy nhất mọi thời đại.
Video ca nhạc cho "Paper Planes" được đạo diễn bởi Bernard Gourley, trong đó M.I.A. hóa thân thành một người buôn bán bí mật và xen kẽ với hình ảnh của những chiếc máy bay giấy trên trời. Để quảng bá bài hát, nữ rapper đã trình diễn nó trên nhiều chương trình truyền hình và lễ trao giải lớn, bao gồm Late Show with David Letterman, Lễ hội Âm nhạc và Nghệ thuật Thung lũng Coachella năm 2008 và giải Grammy lần thứ 51, cũng như trong nhiều chuyến lưu diễn của cô. Được ghi nhận là bài hát trứ danh trong sự nghiệp của M.I.A., bài hát đã được hát lại và sử dụng làm nhạc mẫu bởi nhiều nghệ sĩ, như Rihanna, Kid Cudi, Dizzee Rascal, Built to Spill và Lowkey, cũng như xuất hiện trong nhiều tác phẩm điện ảnh và truyền hình khác nhau, như EastEnders, Hancock, Slumdog Millionaire và This Is the End. Ngoài ra, nó còn lọt vào danh sách những tác phẩm xuất sắc nhất của nhiều ấn phẩm âm nhạc, bao gồm vị trí thứ 236 trong danh sách 500 Bài hát vĩ đại nhất mọi thời đại của Rolling Stone.

## Danh sách bài hát
| Tải kĩ thuật số 1. "Paper Planes" – 3:25 Đĩa CD tại Anh quốc 1. "Paper Planes" – 3:25 2. "Paper Planes" (Diplo Street phối lại hợp tác với Bun B & Rich Boy) – 3:45 EP phối lại 1. "Paper Planes" – 3:25 2. "Paper Planes" (DFA phối lại) – 5:52 3. "Paper Planes" (Afrikan Boy & Rye Rye phối lại) – 4:02 4. "Paper Planes" (Diplo Street phối lại hợp tác với Bun B & Rich Boy) – 3:46 5. "Paper Planes" (Scottie B phối lại) – 4:05 6. "Bamboo Banga" (DJ Eli phối lại) – 6:25 | Đĩa 7" 1. "Paper Planes" – 3:25 2. "Paper Planes" (DFA phối lại) – 5:49 EP tại Hoa Kỳ 1. "Paper Planes" (featuring Afrikan Boy & Rye Rye) (Blaqstarr phối lại) – 4:01 2. "Paper Planes" (Ad-Rock phối lại) – 3:55 3. "Paper Planes" (featuring Bun B & Rich Boy) (Diplo Street phối lại) – 3:45 4. "Paper Planes" (DFA phối lại) – 5:49 5. "Paper Planes" (Scottie B phối lại) – 4:03 EP tại Anh quốc 1. "Paper Planes" – 3:25 2. "Paper Planes" (DFA phối lại) – 5:49 3. "Paper Planes" (Diplo Street phối lại hợp tác với Bun B & Rich Boy) – 3:45 |

## Thành phần thực hiện
- Viết lời – Mathangi Maya "M.I.A." Arulpragasam,  Topper Headon, Mick Jones, Wesley "Diplo" Pentz, Paul Simonon, Joe Strummer
- Sản xuất – Diplo
- Hỗ trợ sản xuất – Switch
- Phối khí –  Switch

Thành phần thực hiện được trích từ ghi chú của đĩa đơn "Paper Planes".

## Xếp hạng
| Bảng xếp hạng (2008-09)                  | Vị trí cao nhất |
| ---------------------------------------- | --------------- |
| Úc (ARIA)                                | 66              |
| Áo (Ö3 Austria Top 40)                   | 51              |
| Bỉ (Ultratop 50 Flanders)                | 18              |
| Canada (Canadian Hot 100)                | 7               |
| Cộng hòa Séc (Rádio Top 100)             | 4               |
| Đan Mạch (Tracklisten)                   | 18              |
| Pháp (SNEP)                              | 91              |
| Đức (GfK)                                | 76              |
| Ireland (IRMA)                           | 23              |
| Hà Lan (Single Top 100)                  | 57              |
| Vương quốc Anh (Official Charts Company) | 19              |
| Hoa Kỳ Billboard Hot 100                 | 4               |
| Hoa Kỳ Hot R&B/Hip-Hop Songs (Billboard) | 36              |
| Hoa Kỳ Hot Rap Songs (Billboard)         | 6               |
| Hoa Kỳ Pop Airplay (Billboard)           | 10              |
| Hoa Kỳ Rhythmic (Billboard)              | 3               |

| Bảng xếp hạng (2008)                 | Vị trí |
| ------------------------------------ | ------ |
| Canadian Hot 100 (Billboard)         | 40     |
| UK Singles (Official Charts Company) | 121    |
| US Billboard Hot 100                 | 35     |
| Bảng xếp hạng (2009)                 | Vị trí |
| UK Singles (Official Charts Company) | 146    |

## Chứng nhận
| Quốc gia | Chứng nhận  | Số đơn vị/doanh số chứng nhận |
| --- | ----------- | ----------------------------- |
| Canada (Music Canada) | 4× Bạch kim | 320.000‡                      |
| Anh Quốc (BPI) | Bạch kim    | 600.000^                      |
| Hoa Kỳ (RIAA) | 3× Bạch kim | 4,000,000                     |
| * Chứng nhận dựa theo doanh số tiêu thụ. ^ Chứng nhận dựa theo doanh số nhập hàng. ‡ Chứng nhận dựa theo doanh số tiêu thụ và phát trực tuyến. |             |                               |